# Бухініно
Бухі́ніно (рос. Бухинино) — присілок у складі Великоустюзького району Вологодської області, Росія. Входить до складу Красавинського міського поселення.

## Населення
Населення — 384 особи (2010; 398 у 2002).
Національний склад (станом на 2002 рік):
- росіяни — 100 %